# Licosa
Licosa is een plaats (frazione) in de Italiaanse gemeente Castellabate.